# IUPAC-ova nomenklatura anorganske kemije
IUPAC-ova nomenklatura anorganske kemije sistematski je postupak nadjevanja naziva anorganskim kemijskim spojevima prema preporuci Međunarodne unije za čistu i primijenjenu kemiju (IUPAC). Postupak je objavljen u knjizi Nomenklatura anorganske kemije (koja se neformalno zove Crvena knjiga). U idealnom slučaju, svaki anorganski spoj trebao bi imati ime iz kojeg se nedvojbeno može zaključiti njegova kemijska formula. Također postoji i IUPAC-ova nomenklatura organske kemije.

## Sustav
Imena "kofein" i "3,7-dihidro-1,3,7-trimetil-1H-purin-2,6-dion" označavaju istu kemikaliju. Sustavno ime kodira strukturu i sastav molekule kofeina u nekim detaljima, i daje jasnu referencu na taj spoj, dok naziv "kofein" samo imenuje spoj. Ove prednosti čine sustavno nazivlje daleko boljim izborom od običnog naziva ako je potrebna jasnoća i preciznost. Međutim, zbog kratkoće, čak i profesionalni kemičari će koristiti nesistematska imena gotovo uvijek, jer je kofein dobro poznat kemijski element s jedinstvenom strukturom. Slično, H2O se najčešće naziva samo voda, iako joj je kemijsko ime divodikov monoksid.
1. Jednoatomni anioni imaju sufiks -id: na primjer, H− je hidrid.
2. Spojevi s pozitivnim ionom (kationom): naziv spoja je samo ime kationa (obično isto kao i ime elementa), a zatim aniona. Na primjer, kuhinjska sol (NaCl) je natrijev klorid, a CaF2 je kalcijev fluorid.
3. Kationima s više od jednog pozitivnog naboja pozitivan naboj je označeni rimskim brojevima u zagradama. Na primjer, Cu+ je bakar(I), Cu2+ je bakar(II).
4. Oksianioni (višeatomni anioni koji sadrže kisik) imenuju se s -it ili -at, ovisno o količini kisika. Npr: NO2- je nitrit, dok je NO3- nitrat. Ako je moguće dobiti četiri oksaniona, koriste se prefiksi hipo- i per-. Npr. ClO- je hipoklorit, dok je ClO4- perklorat.
5. Prefiks bi- je zastarjeli način ukazivanja na prisutnost jednog vodikovog iona (natrijev bikarbonat - NaHCO3). Moderan postupak posebno imenuje vodikove atome. Dakle, NaHCO3 će se izgovoriti natrijev hidrogenkarbonat.

Pozitivno nabijeni ioni nazivaju se kationi, a negativno nabijeni ioni nazivaju se anioni. Ime kationa je uvijek na prvom mjestu. Ioni mogu biti metalni ili višeatomni ioni. Uz naziv metala ili pozitivnog višeatomnog iona slijedi ime aniona ili negativnog višeatomnog iona. Pozitivan ion zadržava ime elementa, dok dok se sufiks jednog nemetalnog aniona mijenja u -id.
Primjer: natrijev klorid, kalijev oksid, ili kalcijev karbonat.
Ako metal ima više mogućih ionskih naboja ili oksidacijskih brojeva, ime mu postaje dvosmisleno. U tim slučajevima oksidacijski broj (isti naboju) metalnog iona piše se rimskim brojem u zagradi odmah poslije naziva metalnog iona. Na primjer, uranov(VI) fluorid u navedenom spoju ima oksidacijski broj 6. Drugi primjer su željezni oksidi. FeO  je željezni(II) oksid, dok je Fe2O3 željezni(III) oksid.
Zastarijeli sustav koristio je prefikse i sufikse za označavanje oksidacijskog broja, po sljedećoj shemi:
| Oksidacijski broj | Kationi i kiseline | Anioni     |
| ----------------- | ------------------ | ---------- |
| Nizak             | hipo- -asta        | hipo- -it  |
|                   | -asta              | -it        |
|                   | -na                | -at        |
|                   | per- -na           | per- -at   |
| Visok             | hiper- -na         | hiper- -at |

Dakle, četiri oksokiseline klora nazivaju se hipoklorasta kiselina (HClO), klorasta kiselina (HOClO), klorna kiselina (HOClO2) i perklorna (HOClO3),  a odgovarajuće konjugirane baze su im hipokloritni, kloritni, kloratni, i perkloratni ioni. Ovaj sustav je djelomično izašao iz upotrebe, ali je sačuvan u pučkim imenima mnogih kemijskih spojeva: u modernoj literaturi zadržala se uporaba termina "željezni klorid" (umjesto "željezo(III) klorid"), ali i imena kao što su "kalijev permanganat" (umjesto "kalijev(VII) manganat") i "sumporna kiselina" obiluju.

## Tradicionalno imenovanje

### Imenovanje jednostavnih ionskih spojeva
Ionski spoj dobiva naziv kationa, kojeg slijedi naziv aniona. (Natrijev klorid)
Za katione s više mogućih naboja, naboj se piše rimskim brojevima u zagrade neposredno iza naziva elementa. Na primjer, Cu(NO3)2 je bakar(II) nitrat, jer naboj dva nitratna iona (NOne−

3) iznosi 2 x -1 = -2, a s obzirom na to da ukupan naboj ionskog spoja mora biti jednaka nuli, Cu ion ima naboj 2+. Taj se spoj zbog toga zove bakar(II) nitrat. U slučaju kationa s oksidacijskim brojem +4, jedini prihvatljiv oblik rimskog broja je IV, a ne IIII.
Rimske brojke zapravo pokazuju oksidacijske brojeve, ali u jednostavnim ionskim spojevima brojevi će biti jednaki kao ionski naboj metala.

#### Popis najčešćih iona
Jednoatomni anioni:

Cl− klorid

S2- sulfid

P3-  fosfid

Višeatomni ioni:

NH4+  amonij

H3O+ hidronij

NO3- nitrat

NO2- nitrit

ClO-  hipoklorit

ClO2- klorit

ClO3- klorat

ClO4- perklorat

SO32- sulfit

SO42- sulfat

HSO3- hidrogensulfit (ili bisulfit)

HCO3- hidrogenkarbonat (ili bikarbonat)

CO32- karbonat

PO43- fosfat

HPO42- hidrogenfosfat

H2PO4- dihidrogenfosfat

CrO42- kromat

Cr2O72- dikromat

BO33- borat

AsO43- arsenat

C2O42- oksalat

CN− cijanid

SCN−  tiocijanat

MnO4- permanganat

### Imenovanje hidrata
Hidrati su ionski spojevi koji upijaju vodu. Nazvani su prema ionskom spoju nakon čega slijedi brojčani interfiks pa sufiks -hidrat. Brojčani prefiksi su navedeni ispod:
1. mono-
2. di-
3. tri-
4. tetra-
5. penta-
6. heksa-
7. hepta-
8. okta-
9. nona-
10. deka-

Na primjer, CuSO4·5Н2O je bakar(II) sulfat pentahidrat".

### Imenovanje molekularnih spojeva
Anorganski molekularni spojevi imenuju se uz pomoć previksa (vidi popis iznad) prije svakog elementa. Elektronegativniji element se piše zadnji sa sufiksom -id. Npr. H2O (voda) može postati divodikov monoksid. Organske molekule ne prate isto pravilo, te se ondje ne koristi prefiks mono- s prvim elementom; npr. SO2 is sumporov dioksid, a ne "monosumporov dioksid". Ponekad se prefiksi skraćuju ako se završni samoglasnik prefiksa "sukobljava" s početnim samoglasnikom spoja. To čini ime jednostavnijim za izgovor; npr. CO is "ugljikov monoksid" (umjesto "monooksid").

#### Uobičajene iznimke
Postoji dosta iznimaka i posebnih slučajeva koji krše gornja pravila. Ponekad se prefiks početnog atoma ne piše: S2O7 je sumporov heptoksid,  ali bi se trebao zvati disumporov heptoksid. S2O3 je sumporov seskvioksid (seskvi- znači 1 1⁄2).
Glavni fosforov oksid je fosforov pentoksid (P2O5).Trebao bi se zvati difosforov pentoksid, ali svi znaju da su potrebna dva fosforova atoma kako bi se izjednačili oksidacijski brojevi. Također, ljudi su stoljećima znali da je prava molekula tog spoja  P4O10, a ne P2O5, a ipak se spoj ne zove ni tetrafosforov dekaoksid.
Tijekom pisanja formula, amonijak je NH3 iako je dušik elektronegativniji pa bi trebao biti na zadnjem mjestu. Isto tako, metan je CH4 iako je ugljik elektronegativniji od vodika.

## Nomenklatura anorganske kemije
Nomenklatura anorganske kemije, koju kemičari zovu Crvena knjiga, zbirka je preporuka o IUPAC-ovoj nomenklaturi, koju objavljuje IUPAC u nepravilnim vremeskim razmacima. Posljednje cjelovito izdanje objavljeno je 2005. u papirnatom i elektroničkom izdanju.
| Godina izdanja | Naslov                                         | Izdavač             | ISBN               |
| -------------- | ---------------------------------------------- | ------------------- | ------------------ |
| 2005.          | Preporuke iz 2005. (Crvena knjiga)             | RSC Publishing      | ISBN 0-85404-438-8 |
| 2001.          | Preporuke iz 2000. (Crvena knjiga II; dodatak) | RSC Publishing      | ISBN 0-85404-487-6 |
| 1990.          | Preporuke iz 1990. (Crvena knjiga I)           | Blackwell           | ISBN 0-632-02494-1 |
| 1971.          | Konačna pravila iz 1970.                       | Butterworth         | ISBN 0-408-70168-4 |
| 1959.          | Pravila iz 1957.                               | Butterworth         |                    |
| 1940./1941.    | Pravila iz 1940.                               | Znanstveni časopisi |                    |